# Valenteano
Valenteano (нар. 1965 в Ельтвілле-ам-Райн) — сценічне ім'я німецького співака, композитора і автора Ральфа Валентіана.

## Біографія
Музикант народився в 1965 році у місті Ельтвілле-ам-Райн.

## Музика

### Дискографія

#### Студійні альбоми
- Future Zounds / 2.; Stuttgart Zounds, 2005
- Hitpack fresh / 5. Best of eurotalents, Lauingen EMG, 2006
- Atlantic lounge / 1. La Gomera; Hamburg Edel Entertainment, P 2007
- Libretto (mit Daniel Stelter feat. Don Schiff) 2008
- Worte aus Silben und Gold, Valenteano Music 2008
- L'Alchimiste, Valenteano Music 2011

#### Сингли
- Nichts als Dein Lächeln, ZeitART Records 2014

#### Відео
- Nichts als Dein Lächeln (Cairo Session) 2014

## Світлини

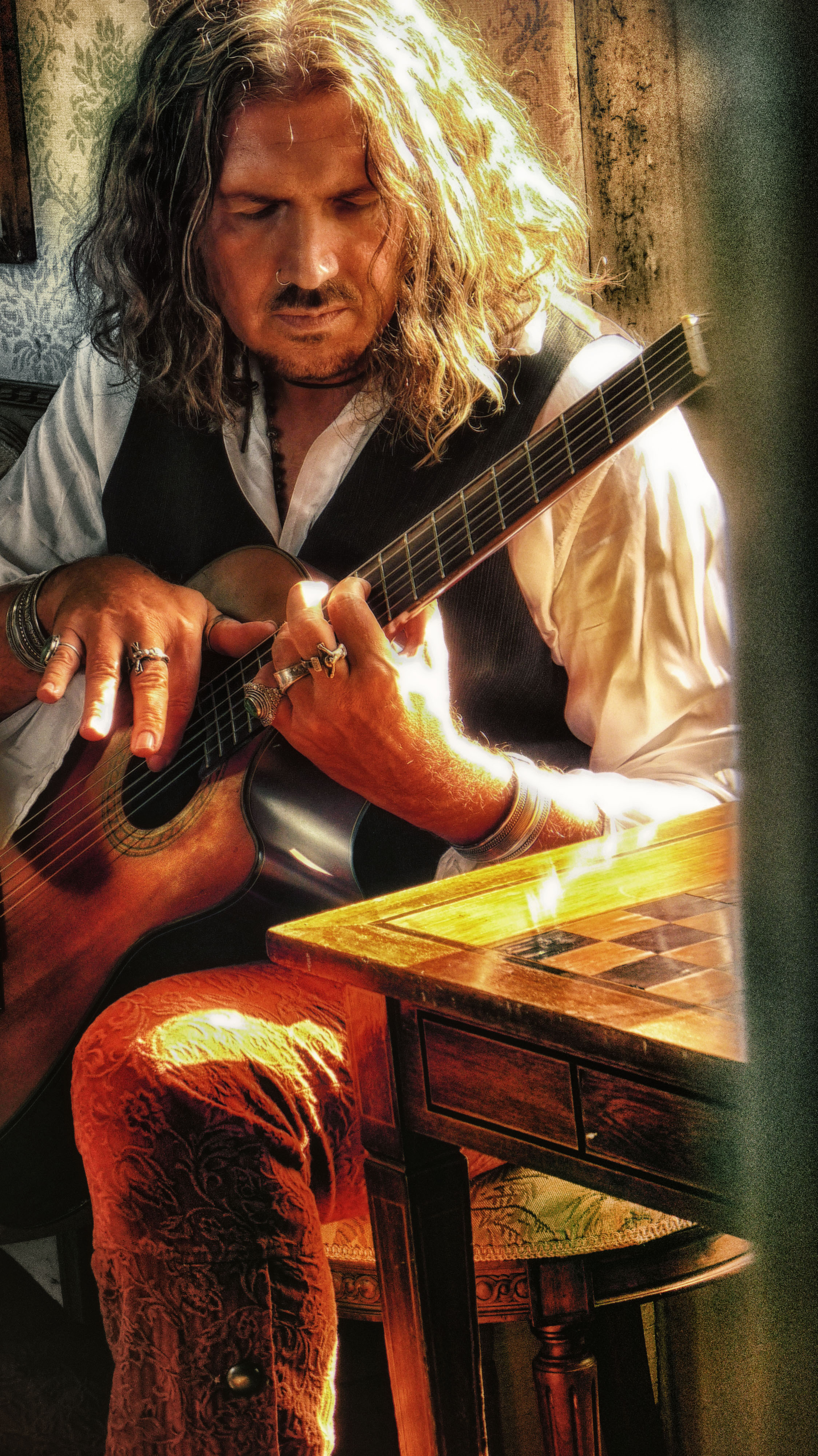
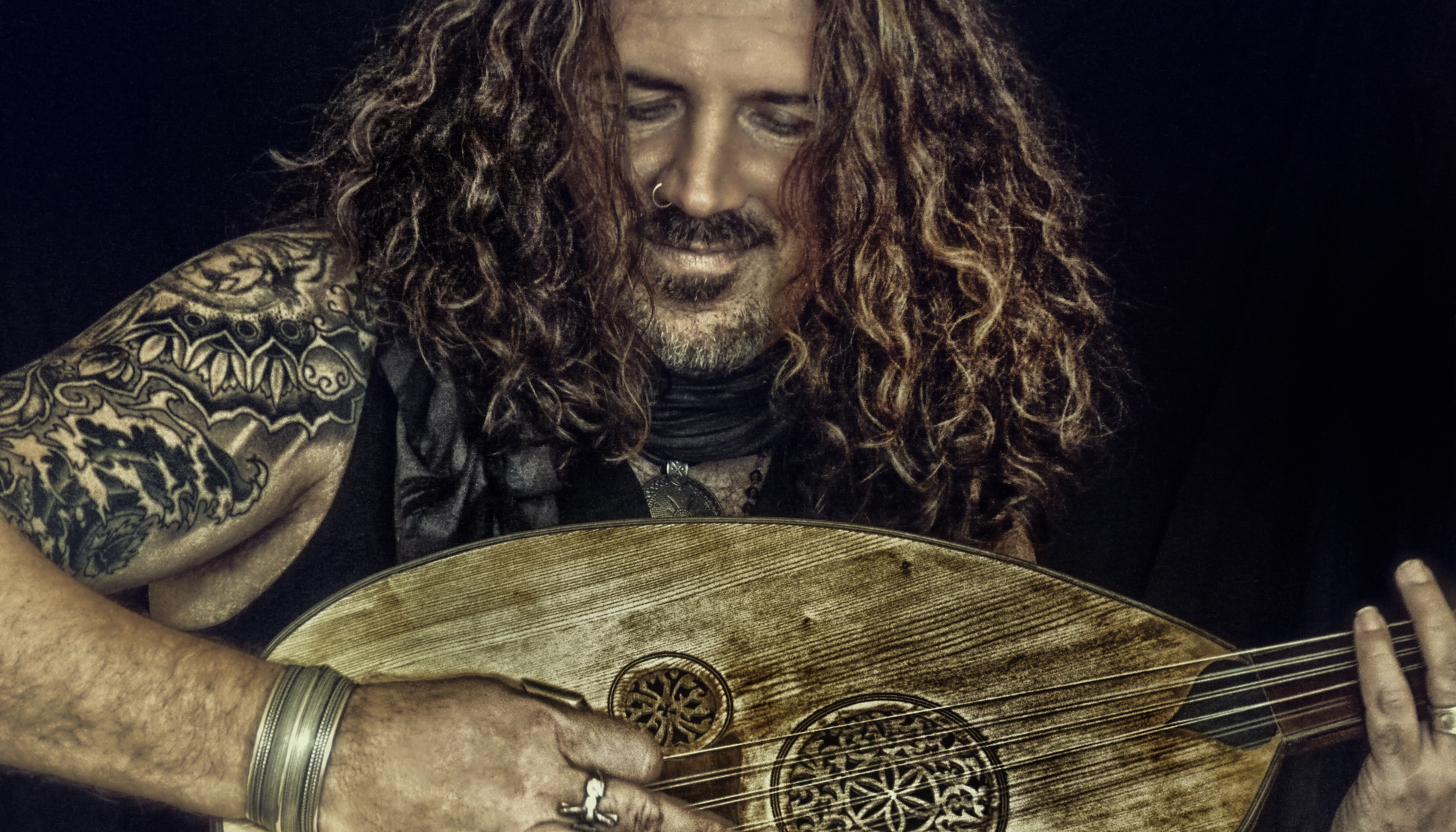
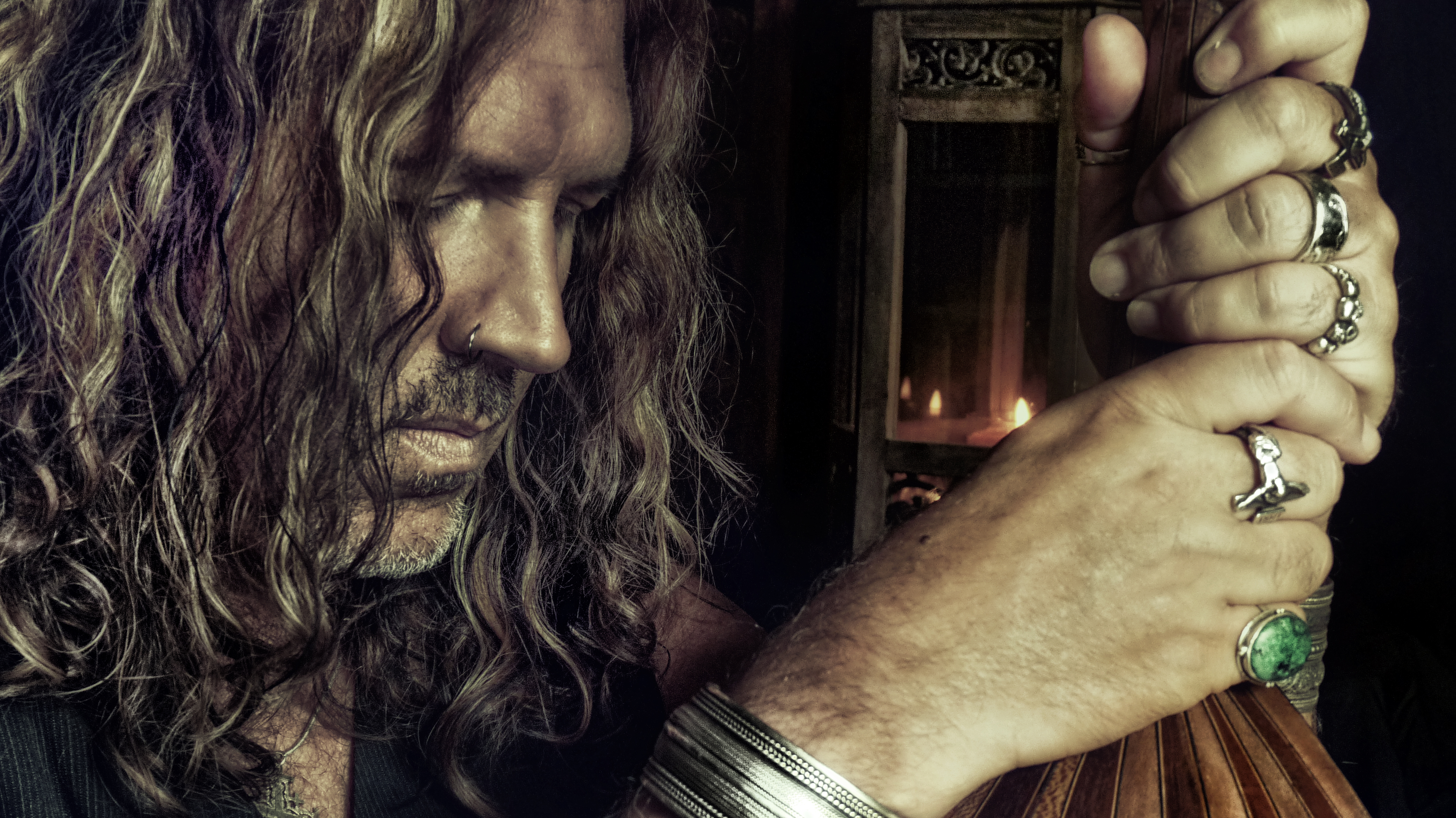
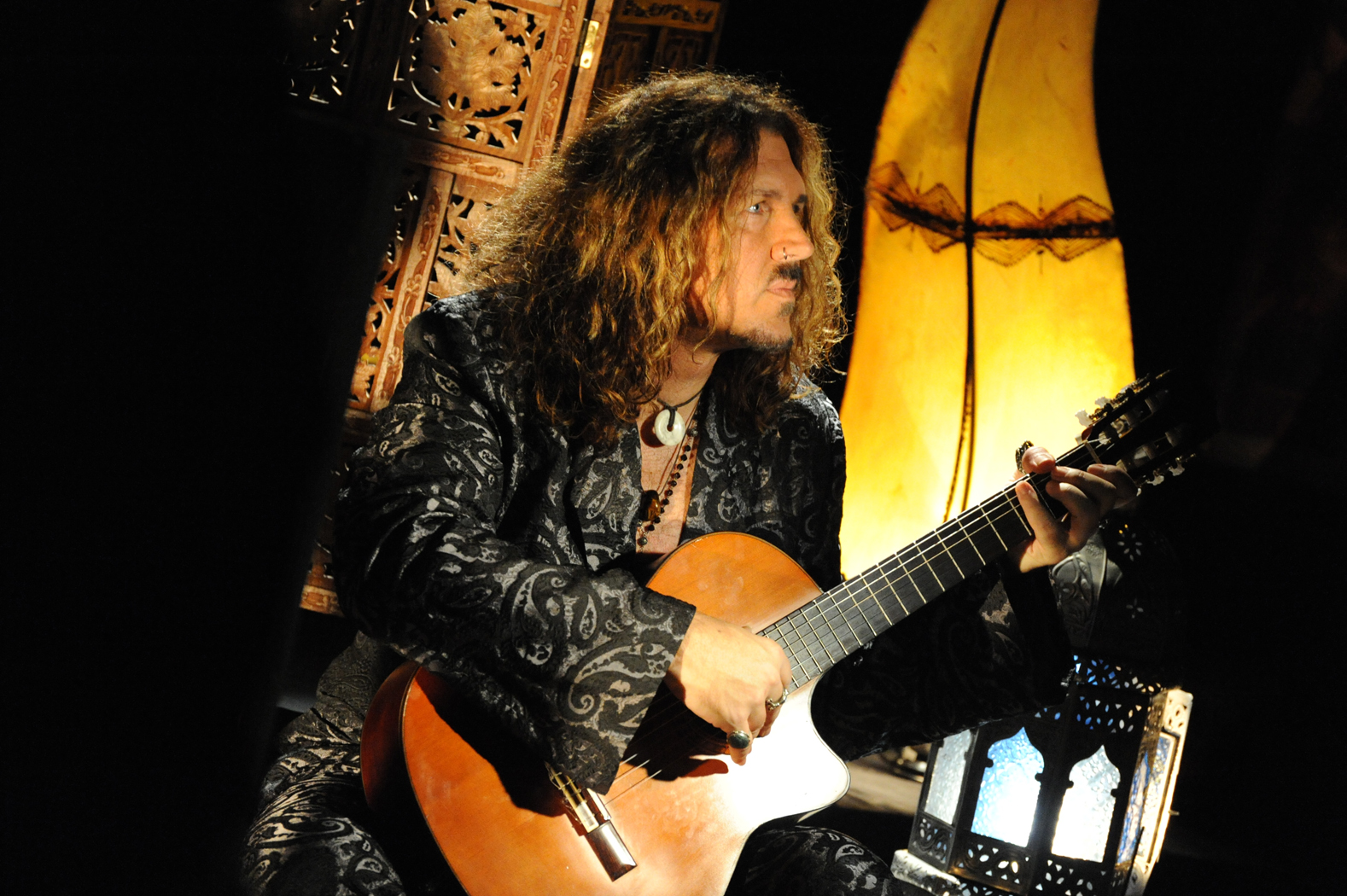